# Таня Каньотто
Таня Каньотто (італ. Tania Cagnotto, 15 травня 1985, Больцано, Італія) — італійська стрибунка у воду, срібна та бронзова призерка Олімпійських ігор 2016 року, чемпіонка світу та Європи.

## Виступи на Олімпіадах
| Олімпіада   | Дисципліна                                | Місце |
| ----------- | ----------------------------------------- | ----- |
| Сідней 2000 | стрибки з 3-метрового трампліна           | 18    |
| Афіни 2004  | стрибки з 3-метрового трампліна           | 8     |
| Афіни 2004  | стрибки з 10-метрової вишки               | 8     |
| Пекін 2008  | стрибки з 3-метрового трампліна           | 5     |
| Пекін 2008  | стрибки з 10-метрової вишки               | 10    |
| Лондон 2012 | стрибки з 3-метрового трампліна           | 4     |
| Лондон 2012 | синхронні стрибки з 3-метрового трампліна | 4     |
| Ріо 2016    | стрибки з 3-метрового трампліна           | 3     |
| Ріо 2016    | синхронні стрибки з 3-метрового трампліна | 2     |